# Nikl(II) oksid
Nikl(II) oksid je hemijsko jedinjenje sa formulom O. On je jedini dobro okarakterisani oksid nikla (mada su poznati i nikl(III) oksid, Ni2O3 i 2). Mineraloška forma NiO, bunzenit, je veoma retka. On se klasifikuje ka bazni metalni oksid. Nekoliko miliona kilograma različitog kvaliteta se proizvede godišnje, uglavnom kao intermedijar u produkciji legura nikla.

## Spoljašnje veze
- [http://www.mindat.org/min-801.html